# Nowaki (1941)
El Nowaki (野分 tempestad otoñal?) fue un destructor de la Clase Kagerō. Sirvió en la Armada Imperial Japonesa durante la Segunda Guerra Mundial. 

## Historia
El 2 de marzo de 1942, hundió junto a su gemelo Arashi y el crucero pesado Maya al destructor inglés HMS Stronghold. Al día siguiente, nuevamente junto al Arashi, hundió al cañonero estadounidense USS Asheville (PG-21). Durante la batalla de Midway, el 5 de junio de 1942, ambas naves recogieron supervivientes del portaaviones Akagi, hundiéndolo luego con torpedos.
Posteriormente realizó varias misiones del Tokyo Express. El 3 de octubre de 1942 acompañó al portahidros Nisshin, uno de los pocos buques que podía transportar material pesado en estas misiones nocturnas. El 9 de octubre tuvo 11 bajas a bordo debido a un ataque aéreo. El 7 de diciembre fue nuevamente dañado, con 17 muertos y la sala de máquinas inundada, requiriendo remolque por parte del Naganami, un destructor Clase Yūgumo.
Participó en la batalla de Samar el 25 de octubre de 1944, donde contribuyó al hundimiento del USS Johnston (DD-557). Tras ello rescató a los supervivientes del Chikuma, pero al día siguiente fue sorprendido por una fuerza estadounidense de cruceros y destructores, que lo hundió en la posición (13°0′N 124°54′E / 13.000, 124.900), 65 millas al sursureste de Legazpi, con pérdida total de la tripulación, así como de los supervivientes previamente rescatados del Chikuma.